# Meltem Kaptan
Meltem Kaptan est une actrice et présentatrice de télévision germano-turque, née le 8 juillet 1980 à Gütersloh.
En 2022, elle remporte l'Ours d'argent de la meilleure performance pour son rôle dans Rabiye Kurnaz gegen George W. Bush.

## Filmographie
- 2018 : Ölümlü Dünya d'Ali Atay (en) : Sevil
- 2022 : Rabiye Kurnaz gegen George W. Bush d'Andreas Dresen : Rabiye Kurnaz